# 江戸川区球場
江戸川区球場（えどがわくきゅうじょう）は、東京都江戸川区にある野球場。施設は江戸川区が所有し、オーエンスが指定管理者として運営管理にあたっている。

## 歴史
1984年完成。球場周辺には江戸川区陸上競技場、江戸川区臨海球技場（軟式野球場）、江戸川レクリエーション公園などがあるが、区球場ではリトルリーグの日本一を決める「全日本リトルリーグ選手権大会」をはじめ、女子野球の日本一決定戦、女子軟式野球日本選手権大会（ジャパンカップ）、夏の高校野球東東京大会、東京都東部の高校野球各種大会など主としてアマチュア野球の試合に頻繁に利用されている。またプロ野球のイースタン・リーグ公式戦（主にヤクルトスワローズ主催）も開催されている。
東京23区内で都と区が管理する野球場で、硬式・軟式野球が可能なのはこの江戸川区球場の他、駒沢オリンピック公園総合運動場硬式野球場と大田スタジアムの3球場だけであり、貴重な存在といえる。

## 施設概要
- 両翼：90m、中堅：118m
- 内野：クレー舗装、外野：天然芝
- 照明設備：6基
- スコアボード：電光式（LED式）

電球式の時代はスコアは9回までの掲示、また選手名は表示されず、守備位置の番号のみだったが、2006年6月以降は改修によるLEDへの変更に伴いイニング表示は10回まで書き込めるようになった他選手名表記もできるようになった。
- 収容人員：4,004人（内野：座席 2,284人、外野：芝生席 1,700人、車椅子席 20人）